# Jaime de Rocamora
Jaime de Rocamora, V marchese di Rafal, V barone di Puebla e XIII signore di Benferri (Orihuela, 17 giugno 1684 – Orihuela, 1740) è stato un nobile spagnolo.

## Biografia
Era il sesto figlio di Vicente de Rocamora, e di sua moglie, Isabel de Cascante.
Una serie di circostanze lo portarono a essere signore di Benferri: suo fratello maggiore Jerónimo, per un colpo di pistola, morì senza eredi dopo, gli altri due fratelli Juan e Francisco rinunciarono ai loro diritti per essere ordinati sacerdoti. Era il nipote di Jerónimo de Rocamora e dopo aver ereditato il titolo alla signoria di Benferri, sarebbe diventato l'erede al titolo di marchese di Rafal.

## Matrimonio
Sposò, l'11 giugno 1723 nella Cattedrale di Orihuela, Margarita de Heredia. Ebbero una figlia:
- Antonia de Rocamora (16 giugno 1724-1760), sposò Antonio de Heredia, ebbero due figli.

## Morte
Nel 1736 ereditò il titolo di marchese di Rafal dopo la morte senza discendenti della  cugina Jerónima de Rocamora, ed ereditò i beni legati storicamente a questo titolo.
Morì nel 1740.